# Клинтън (окръг, Индиана)
Вижте пояснителната страница за други значения на Клинтън.
Окръг Клинтън (на английски: Clinton County) е окръг в щата Индиана, Съединени американски щати. Площта му е 1049 km², а населението е 33 190 души (1 април 2020). Административен център е град Франкфорт.